# Reich Gottes
Der Begriff Reich Gottes, auch Königreich Gottes, Königsherrschaft Gottes, Himmelreich oder Gottesherrschaft (hebräisch מַלְכוּת הָאֱלֹהִים Maləchūt haʾElohīm, altgriechisch βασιλεία τοῦ θεοῦ basileía toũ theoũ), bezeichnet in der Bibel das dynamische Wirken JHWHs, des Gottes der Israeliten, in der Welt und den räumlichen Herrschaftsbereich, in dem sich Gottes Wille durchsetzt.
Der Begriff knüpft an den Titel JHWHs als König im Tanach an und drückt zum einen den Glauben daran aus, dass Gott von Anfang an über die ganze Schöpfung herrsche, sowie zum anderen daran, dass Gottes Heilswille in der Endzeit universal gegen alle Widerstände durchgesetzt sein werde. Die biblische Prophetie und Apokalyptik verbindet den Begriff daher mit verschiedenen Vorstellungen, darunter der universalen Durchsetzung der Tora, der Befreiung aller Israeliten von Fremdherrschaft und aller Völker von Gewaltherrschaft, mit Gottes Kommen zum Endgericht und einer umstürzenden Verwandlung der Schöpfung, die alles Böse überwinden, alle Schuld vergeben, alles Leid, Schmerz und Tod beenden werde.
Jesus von Nazaret hat nach dem Neuen Testament dieses Reich Gottes als „nahe herbeigekommen“ (Mk 1,15 ) verkündet und vielfältig veranschaulicht: etwa durch Heilungswunder, erzählerische Gleichnisse und Lehrreden wie die Bergpredigt. Für das Urchristentum sind Wirken, Tod und Auferstehung Jesu Christi der Einbruch dieses Reiches in die gottfeindliche Welt, mit denen er die Zukunftsverheißungen der biblischen Propheten (z. B. Jes 25,8 ) ultimativ bekräftigt und zu erfüllen begonnen hat (z. B. Offb 21,4 ).
Gottes Reich begrenzt, relativiert und kritisiert laut der Bibel alle menschliche Machtausübung und alle irdischen Herrschaftssysteme als ihre endgültige Zukunft. Der Begriff spielt daher im Millenarismus, Messianismus und in der politischen Theologie eine bedeutende Rolle.

## Tanach

### JHWH als König
Der Begriff „Königsherrschaft Gottes“ beruht auf dem Titel „König“ (hebräisch מֶלֶךְ&lr; melech) für JHWH. Dieser Titel wurde in der Geschichte Israels seit der Königszeit (ab etwa 1000 v. Chr.) üblich, besonders im Jerusalemer Tempelkult. Er stammt aus der vorisraelitischen Religion Kanaans, die laut Textfunden aus Ugarit den „höchsten Gott“ (El ʿÄljon) als thronenden, den Gott Ba’al als neu eingesetzten „König“ bezeichnete. Das Judentum übernahm den Titel und verschmolz beide Aspekte („Gott ist/wird König“) miteinander.
Der Tanach redet nur an wenigen Stellen von einem „Königtum“ JHWHs. Im Pentateuch werden diese verstreuten Belege zudem einer späteren Bearbeitungsschicht zugewiesen (Ex 15,17f ; Num 23,21 ; Dtn 33,5.26 ). Als vermutlich ältester Beleg gilt Jes 6,5  (vor 722 v. Chr.). Andererseits gibt es für biblische Aussagen etwa einer Thronbesteigung Gottes, Ehrung durch einen himmlischen „Hofstaat“ und Huldigung durch „Göttersöhne“ bzw. Fremdgötter (Ps 29,1f.9 ; Ps 97,7  u. a.) bis in den Wortlaut hinein Parallelen auf Tontafelfunden von Ugarit. Auch Bilder eines königlichen Gottesberges Zaphon, auf dem der Wetter- und Fruchtbarkeitsgott Ba’al throne, ähneln biblischen Aussagen (z. B. Ps 48,3 ).
Deshalb gehen Alttestamentler meist davon aus, dass der biblische Motivkomplex der Königsherrschaft JHWHs den Israeliten in der polytheistischen Religion Kanaans vorgegeben war. Dessen Bewohner lebten in monarchisch beherrschten Stadtstaaten und pflegten Kulte eines hierarchischen Pantheons mit dem Gott El an der Spitze: Dieser wurde mit dem Königstitel als Oberhaupt der Götterversammlung, über ihr thronend und von den übrigen Göttern Ehrerbietung fordernd dargestellt. Baal, sein „Sohn“, wird in kanaanäischen Göttermythen eine Königsherrschaft von unbegrenzter Dauer zugesagt (vgl. Ps 145,13 ). Beider Züge wurden von den Israeliten auf den aus der Wüste mitgebrachten Gott JHWH übertragen, um die ansässigen Götter zu entmachten.
Der Alttestamentler Werner H. Schmidt fasst den Befund wie folgt zusammen:

„Erkennt man, dass ein göttliches „Königtum“ in Israel vor der Landnahme nicht sicher bezeugt, aber der kanaanäischen wie überhaupt der altorientalischen Religion geläufig ist und eine Reihe von Verbindungen zwischen ugaritischen und alttestamentlichen Texten besteht, so ist die Schlussfolgerung nicht zu umgehen: Jahwes „Königtum“ ist ein Erbe Kanaans. Israels Gott hat das Königtum beider Götter, Els und Baals, auf sich vereinigt.“

Schmidt nimmt ferner an, dieser Prozess habe mit der Wahl Jerusalems als Hauptstadt des Großreichs Gesamtisrael unter König David zu tun gehabt, sei aber auch schon in älteren Kultorten wie Schilo denkbar gewesen, da dort bereits die von David nach Jerusalem gebrachte vorstaatliche Bundeslade als Thron JHWHs aufgefasst worden sei.

### Königspsalmen
Das Abstraktum „Königsherrschaft JHWHs“ (hebr. malchuth) kommt im Tanach nur sechsmal vor (Ps 103,19 ; Ps 145,11-13 ; 1 Chr 17,14 ; 1 Chr 28,5 ). Alle diese Stellen gelten als nachexilisch. Für sich stehend findet sich malchuth ferner in den apokalyptischen oder apokryphen Texten Obd 21 und Dan 2,44; 7,13.27. Weitaus häufiger sind Aussagen, die JHWH als König und sein königliches Herrschen bildhaft veranschaulichen.
Als deren Ursprung gilt die aus kanaanäischen Kulten übernommene Aussage „JHWH ist König (geworden)“. Dieses Bekenntnis findet sich oft in den sogenannten Königspsalmen, darunter Ps 93 , Ps 96 –99 . In Ps 95,1ff  heißt es etwa:

„Kommt, lasst uns jubeln vor dem Herrn und zujauchzen dem Fels unsres Heiles! Lasst uns mit Lob seinem Angesicht nahen, vor ihm jauchzen mit Liedern! Denn der Herr ist ein großer Gott, ein großer König über allen Göttern.“

Dies wird mit dem Hinweis auf die Schöpfung näher erläutert:

„In seiner Hand sind die Tiefen der Erde, sein sind die Gipfel der Berge. Sein ist das Meer, das er gemacht hat, das trockene Land, das seine Hände gebildet. Kommt, lasst uns niederfallen, uns vor ihm verneigen, lasst uns niederknien vor dem Herrn, unserm Schöpfer!“

Die geforderte Anerkennung (Proskynese) des Götterkönigs schließt an die kanaanäische Vorstellung des höchsten Gottes im Götterbereich an, begründet seine Macht aber nicht mit einem Sieg nach mythischen Götterkampf, sondern mit seiner Herrschaft über die ganze Erde, die sich dem erwählten Gottesvolk durch dessen wunderbare Führung bis zur Landnahme gezeigt hat:

„Denn er ist unser Gott, wir sind das Volk seiner Weide, die Herde, von seiner Hand geführt.“

Daraus folgt die Bitte:

„Ach, würdet ihr doch heute auf seine Stimme hören!“

Gottes universale Königswürde ist hier mit der besonderen Erwählung Israels begründet. Die Depotenzierung der Fremdgötter zielt auf die Mahnung an Israel, Gottes Recht zu verwirklichen; die Tora-Offenbarung ist also vorausgesetzt. Ähnlich, aber mit Betonung des vorbildlichen Gehorsams Israels und seiner Führer heißt es etwa in Ps 99,1ff :

„Der Herr ist König: Es zittern die Völker. Er thront auf den Kerubim: Es wankt die Erde. Groß ist der Herr auf Zion, über alle Völker erhaben. Preisen sollen sie deinen großen, majestätischen Namen. Denn er ist heilig. Stark ist der König, er liebt das Recht. Du hast die Weltordnung fest begründet, hast Recht und Gerechtigkeit in Jakob geschaffen. Rühmt den Herrn, unseren Gott; werft euch am Schemel seiner Füße nieder! Denn er ist heilig. Mose und Aaron sind unter seinen Priestern, Samuel unter denen, die seinen Namen anrufen; sie riefen zum Herrn und er hat sie erhört. Aus der Wolkensäule sprach er zu ihnen; seine Gebote hielten sie, die Satzung, die er ihnen gab. Herr, unser Gott, du hast sie erhört; du warst ihnen ein verzeihender Gott, aber du hast ihre Frevel vergolten. Rühmt den Herrn, unsern Gott, werft euch nieder an seinem heiligen Berge! Denn heilig ist der Herr, unser Gott.“

Königswürde Gottes und gesicherte Existenz des Volkes im „gelobten Land“, Tempelkult und Abgrenzung von anderen Göttern bilden hier eine motivische Einheit (vgl. Ps 24,7–10 , 29,9f , 68,25 ).
In der Aussage JHWH ist König über die ganze Erde ist seine Herrschaft über alle Völker mitgedacht (z. B. Ps 47,8f , Jos 3,11.13 , Ps 97,5 ). Entgegen älteren religionsgeschichtlichen Hypothesen, wonach JHWH schon von den semitischen Nomaden als Volkskönig verehrt und nach der Landnahme zum Weltherrscher geworden sei, war dieser Universalismus schon in Kanaans Religion angelegt. Er wurde aber in Israel entfaltet und gesteigert (z. B. in Ps 103,19 ; Ps 145,13 ). Dabei seien, so Werner H. Schmidt, eventuell Mythen vom Götterkampf zum Völkerkampf umgeprägt worden. Zugleich wurde aber anders als in kanaanäischen Parallelen der personale Bezug des Königtums Gottes auf den Einzelnen und das Volk bewahrt (Ps 5,3 , Ps 84,4 , Ps 103,1f.19 , Ps 145,1 , Jes 33,22 ).

### Prophetie
In Texten, die nach dem babylonischen Exil entstanden sind, wird die Königsherrschaft Gottes immer mehr von einer gegenwärtigen Zustandsbeschreibung zur Zukunftsverheißung: so besonders bei Deuterojesaja (z. B. Jes 52,7 ), in der kleinen Apokalypse (Jes 33 ), in der Jesaja-Apokalypse (Jes 24 –27 ) sowie in mehreren außerkanonischen Texten der apokalyptischen Tradition des Judentums.

## Neues Testament

### Evangelien
Im NT erscheint der Begriff βασιλεία τοῦ Θεοῦ (basileia tou theou, Reich Gottes) an 122 Stellen, davon allein 99 mal in den synoptischen Evangelien und einmal im Johannesevangelium (Joh 3,3.5 ). Im Matthäusevangelium wird er häufig ersetzt durch das gleichbedeutende βασιλεία τῶν ουρανῶν (basileia ton ouranon ‚Reich der Himmel‘'). Bei der Szene der Kindersegnung Jesu in den synoptischen Evangelien spielt die Demutshaltung der Kindschaft, die Haltung des Geschöpfs zum Schöpfer eine wichtige Rolle, um Einlass in das Reich Gottes zu erhalten (Mk 10,13-16 ).
Vor dem Hintergrund des hebräischen und aramäischen Sprachgebrauchs ist dabei nicht so sehr an einen geografischen Herrschaftsbereich gedacht, sondern eher an die dynamische Ausübung der „Gottesherrschaft“ oder „Königsherrschaft Gottes“. In diesem Sinne wird vom „Reich Gottes“ auch als dem zukünftigen Ort der Geretteten gesprochen.
Im NT beginnt Jesus im Anschluss an Johannes den Täufer sein öffentliches Auftreten mit der Botschaft (Mk 1,14f ):

„Die Zeit ist erfüllt, das Reich Gottes ist nahe. Kehrt um, und glaubt an das Evangelium!“

Diese Stelle ist eng mit Sprache und gesamtem Kontext des Markusevangeliums verwoben, so dass ein Rückschluss auf den historischen Jesus hypothetisch bleibt. Dennoch wird der Begriff aufgrund seiner Häufigkeit in den synoptischen Evangelien allgemein als zentral für Jesus angesehen.
In präsentischen Zusagen dieses Reiches für die Armen und Gewalt Erleidenden (Mt 5,3–9 ) und in Jesu eigenem heilvollen Handeln (Lk 11,20 ) beginne sich dieses Reich auf Erden bereits zu verwirklichen. Nach Lk 17,20f  ist es „mitten unter euch“, könne aber nicht „hier“ oder „dort“ oder an „äußeren Zeichen“ erkannt werden. Im apokryphen Thomasevangelium heißt es in Logion 113:

„Sondern das Königreich des Vaters ist ausgebreitet über die Erde, und die Menschen sehen es nicht.“

In den Äußerungen Jesu besteht eine Spannung zwischen einer auf die Zukunft bezogenen Erwartung der Gottesherrschaft und einer „sich realisierenden Eschatologie“ (Werner Georg Kümmel). Letztere betont – auch in der ethischen Tradition jüdischer Apokalyptik – spirituelle Unterscheidung und moralische Verantwortung besonders für die Ausgegrenzten, da die Zeit dafür reif sei. Auf jeden Fall dachte Jesus praxisbezogen, ihm lag eine Jenseits-Vertröstung fern. Er träumte nicht von einer anderen Welt der Ideen und dachte „mehr wie Aristoteles als wie Plato“.
Jesus war kein „systematischer Theologe“. Er erwähnte, dass einige seiner Anhänger noch zu Lebzeiten das Reich Gottes „in Macht“ erleben werden (Mk 9,1 ), betonte aber auch, nur Gott wisse den Zeitpunkt (Mk 13,32 ). In dieser Form vielleicht authentisch ist jedoch die Bekräftigung Jesu am Vorabend seines Todes, dass es noch ausstehe und erst mit seiner Wiederkunft endgültig da sein werde (Mk 14,25 ).

### Apostelgeschichte
Die Apostelgeschichte nimmt die Rede vom Königreich Gottes aus dem Lukasevangelium auf. Auch hier hat der Begriff sowohl eine präsentische Bedeutung in Bezug auf die Herrschaft Gottes, die immer dann erfahrbar wird, wenn Menschen aus dem Vertrauen in das Evangelium gemäß dem Liebesgebot leben, als auch eine eschatologische Bedeutung im Blick auf die Vollendung dieses Reiches bei der Wiederkunft Christi, wobei beide Bedeutungen eng miteinander verbunden sind.

### Paulinische Briefe
In den Paulusbriefen kommt der Ausdruck vom Königreich Gottes sechs Mal vor. In (Röm 14,17 ) mahnt der Apostel das Gottesreich „ist nicht“, wenn die verschiedenen Gemeindemitglieder in unterschiedlichen Traditionen bei den Speisevorschriften keine Rücksicht auf das Gewissen der anderen nehmen; das Reich Gottes sei vielmehr „Gerechtigkeit, Friede und Freude im Heiligen Geist“. Manche Autoren wollen hier eine eschatologischen Aspekt sehen, Baumert verweist demgegenüber darauf, dass hier klar eine Gemeindesituation angesprochen sei, in der hier und jetzt sich erweise, ob ein Christ sich der Gottesherrschaft unterstelle.
Im Galaterbrief (Gal 5,21 ) und im 1. Korintherbrief verwendet Paulus das Bild vom „Erben“ des Reiches, wenn er herausstellt, dass weder Ungerechte „noch Diebe, noch Habgierige, keine Trinker, keine Lästerer, keine Räuber“ dieses „erben“ (κληρονομήσουσιν, klēronomēsousin) könnten (1 Kor 6,9-10 ); ähnlich (1 Kor 15,50 ), wo „Fleisch und Blut“, also die Bindung an irdische Maßstäbe, das Reich nicht erben könne. In diese Richtung geht ebenfalls die Rede vom Gottesreich im Epheserbrief (Eph 5,5 ). Doch auch an diesen Stellen ist das „erben“ in einem eschatologischen Reich Gottes stets verbunden mit einem hier und jetzt erlebbaren Stehen unter der Herrschaft Gottes (erlebt als „Freude im Geist“ (Röm 14,17 )). Im NT ist diese Form „sie werden erben“ (κληρονομήσουσιν) sonst nur in der Bergpredigt (Mt 5,5 ) belegt, dort allerdings von den Sanftmütigen, die das Land erben. Dem Sinn nach aber ist in den Evangelien das „erben“, stärker eschatologisch verstanden, als Paulus es verwendet; so sagt etwa im Mt der Weltenrichter zu den Gerechten: „Empfangt das Reich als Erbe“ (Mt 25,34 )
Im 2 Thess (2 Thess 1,5 ) spricht Paulus vom „teilhaftig werden“ oder „dessen würdig werden“ (καταξιωθῆναι, kataxiōthēnai) des Gottesreiches. In der Schlussformel des Kolosserbriefes (Kol 4,11 ) lobt er namentlich einige, die wie er Juden sind, die „für das Reich Gottes arbeiten“.

## Christentumsgeschichte

### Patristik
Der äußerst einflussreiche und fast ebenso umstrittene Theologe Origenes (185–253/254 n. Chr.) bezeichnet in seinem Kommentar zum Matthäusevangelium mit dem Begriff autobasileia die enge Nähe zwischen Jesus und der von ihm verkündeten Herrschaft Gottes. So wird Jesus Christus der Inbegriff des Reiches und ist damit die schon begonnene Verwirklichung dessen, was er selbst verkündet hat.
Augustinus von Hippo (354–430 n. Chr.) schrieb in seinem berühmten Werk Der Gottesstaat: „Die jetzige Kirche auf Erden ist sowohl das Königreich Christi als auch das Königreich der Himmel.“ Damit beschrieb er die Kirche nicht nur als Abbild, sondern Teil dieses Reiches, wenn auch durchmischt (corpus mixtum) mit der die Welt beherrschenden Macht des Bösen.

### Mittelalterliche Mystik
Meister Eckhart fasst die „Nähe“ des Reiches Gottes nicht zeitlich auf. Der Mensch erkenne durch die von Jesus geforderte Umkehr (Metanoia) von außen nach innen (Lk 17,20 ) das Reich Gottes „in“ sich: 

„Gott ist mir näher, als ich mir selber bin […] In welcher Seele ‚Gottes Reich‘ sichtbar wird und welche ‚Gottes Reich‘ als ihr ‚nahe‘ erkennt, der braucht man nicht zu predigen noch Belehrung zu geben: sie wird dadurch belehrt und des ewigen Lebens versichert. Wer weiß und erkennt, wie ‚nahe‘ ihm ‚Gottes Reich‘ ist, der kann mit Jakob sagen: ‚Gott ist an dieser Stätte und ich wußte es nicht‘ (1Mos. 28, 16); nun aber weiß ich’s.“

Johannes Tauler verwies in seinen Predigten mehrfach darauf, dass das Reich Gottes „[…] in dem innersten, allerverborgensten, tiefsten Grund der Seele ruhe […]“ und dies sei von Jesus im Lukasevangelium gemeint mit den Worten: Das Reich Gottes ist in euch (Lk 17,21).
„Nehmt des Grundes in euch wahr, sucht das Reich Gottes und allein seine Gerechtigkeit; das heißt: suchet Gott allein, er ist das wahre Reich.“

### Deutscher Idealismus
„Reich Gottes!“ war auch die Losung, mit der Hölderlin und Hegel voneinander schieden, nachdem sie ihr theologisches Studium im Tübinger Stift beendet hatten: „An dieser Losung werden wir uns nach jeder Metamorphose wiedererkennen“, schreibt Hölderlin an Hegel (10. Juli 1794).

### Neuere Dogmatik
In der katholischen Kirche, auch wenn das Reich Gottes auf Erden wiederhergestellt worden sei, kam es nie zu einer Lehrentscheidung über den Begriff des Reiches Gottes.
Bei den deutschsprachigen Baptisten ist das „Reich Gottes“ (oder „Herrschaft Gottes“) der Zentralbegriff ihrer Rechenschaft vom Glauben; anhand dieses Begriffes wird das baptistische Glaubensverständnis entfaltet: Die Aufrichtung der Gottesherrschaft (Teil 1), Das Leben unter der Gottesherrschaft (Teil 2), Die Vollendung der Gottesherrschaft (Teil 3).
Für den britischen Neutestamentler und Anglikaner Nicholas Thomas Wright ist das Reich Gottes das zentrale Thema der Präsenz und Verkündigung von Jesus. Er habe seine Zuhörer, Jünger und Nachfolger nicht auf eine individuelle Rettung in einen jenseitigen Himmel vertröstet, sondern sie in das gegenwärtige und kommende Reich Gottes eingeführt. In den Glaubensbekenntnissen und der Praxis der Kirchen habe diese Lehre kaum Niederschlag gefunden.